# Santiago (film, 1956)
Pour les articles homonymes, voir Santiago (homonymie).
Pour plus de détails, voir Fiche technique et Distribution.
Santiago est un film américain réalisé par Gordon Douglas, sorti en 1956.

## Fiche technique
- Titre original : Santiago
- Titre français : Santiago
- Réalisation : Gordon Douglas
- Scénario : John Twist, Martin Rackin
- Photographie : John F. Seitz
- Musique : David Buttolph
- Costumes : Marjorie Best et Moss Mabry
- Production : Martin Rackin
- Pays de production : États-Unis
- Format :
- Durée : 93 minutes
- Genre : Film d'aventure
- Dates de sortie : 
  - France : 28 décembre 1956
  - États-Unis : 13 juillet 1956
- Affiche : Jean Mascii (France)

## Distribution
- Alan Ladd : Caleb 'Cash' Adams
- Rossana Podesta : Dona Isabella
- Lloyd Nolan : Clay Pike
- Chill Wills : Capitaine Sidehweell Jones
- Paul Fix : Trasker
- L.Q. Jones : Digger
- Frank DeKova : Jingo
- Royal Dano : Lobo

Acteurs non crédités :
- Rico Alaniz : Dominguez
- Nacho Galindo : Barman
- Pepe Hern : Dragon espagnol
- Alex Montoya : Lieutenant espagnol